# NALCO Nagar
NALCO Nagar è una suddivisione dell'India, classificata come census town, di 18.038 abitanti, situata nel distretto di Angul, nello stato federato dell'Orissa. In base al numero di abitanti la città rientra nella classe IV (da 10.000 a 19.999 persone).

## Geografia fisica
La città è situata a 20° 52' 15 N e 85° 09' 07 E.

## Società

### Evoluzione demografica
Al censimento del 2001 la popolazione di NALCO Nagar assommava a 18.038 persone, delle quali 9.612 maschi e 8.426 femmine. I bambini di età inferiore o uguale ai sei anni assommavano a 2.609, dei quali 1.389 maschi e 1.220 femmine. Infine, coloro che erano in grado di saper almeno leggere e scrivere erano 13.220, dei quali 7.501 maschi e 5.719 femmine.